# Rasmus Nicolaisen
Rasmus Schmidt Nicolaisen, född 16 mars 1997, är en dansk fotbollsspelare som spelar för Toulouse.

## Karriär
Den 17 augusti 2021 värvades Nicolaisen av Toulouse, där han skrev på ett fyraårskontrakt.